# Rivière Mitis
Der Rivière Mitis (von den indianischen Mi'kmaq-Ausdrücken „mitiwee“ „Begegnungsort“ oder „miti soo“, „Pappelfluss“) ist ein Fluss in der Verwaltungsregion Bas-Saint-Laurent der kanadischen Provinz Québec.

## Flusslauf
Der Rivière Mitis fließt vom Notre-Dame-Massiv der Appalachen nach Nordwesten in das Sankt-Lorenz-Ästuar, das hier schon 45 km breit ist. Der Fluss hat eine Länge von 74 km und ein Einzugsgebiet von 1828 km². Der jahresdurchschnittliche Abfluss beträgt 34,7 m³/s.
Der Rivière Mitis bildet den Abfluss des Lac Mitis. Dieser ist 25 km lang und 18,6 km² groß, enthält 97 Mio. m³ Wasser und wird von der Barrage Mitis (⊙) 11 Meter hoch aufgestaut. Der Fluss mündet unterhalb des Dorfes Price bei Grand-Métis in die Baie Mitis des Ästuars des Sankt-Lorenz-Stroms. An der Mündung liegt das Naturschutzgebiet Parc de la Rivière Mitis.
Am unteren Flusslauf befinden sich zwei Laufwasserkraftwerke. Die 1922 errichtete Barrage de la Mitis-1 (⊙) hat eine Höhe von 7 m, einem Speicherraum von 0,9 Mio. m³ und eine Kraftwerksleistung von 6,4 MW. Die 1947 errichtete Barrage de la Mitis-2 (⊙) hat eine Höhe von 21 m, ein Speicherraum von 1,1 Mio. m³ und eine Kraftwerksleistung von 4,2 MW.
Von 1820 bis 1978 wurde auf dem Mitis Holz vom Hinterland zu den Sägereien bei Grand Métis und Price getriftet. 